# Niederoechsen
Niederoechsen ist ein Siedlungsteil der Gemeinde Oechsen im Wartburgkreis in Thüringen.

## Lage
Niederoechsen befindet sich am Oberlauf der Öchse, einen Kilometer nördlich der Ortsmitte des Hauptortes und umfasst als Siedlung die Bebauung der (heutigen) Bahnhofstraße und Schachtstraße von Oechsen. Die Landesstraße L 2601 führt dicht östlich an Niederoechsen vorbei. Die geographische Höhe beträgt 390 m ü. NN.

## Geschichte
Die Region um den Ort Oechsen war schon in frühgeschichtlicher Zeit besiedelt, auf den angrenzenden Bergkuppen wurden keltische Befestigungsanlagen und Siedlungsplätze belegt.
Das mittelalterliche Bevölkerungswachstum hatte die Ausweitung des Ortes zur Folge, Niederoechsen wurde am 12. November 1404 erstmals urkundlich genannt. An der Öchse wurden drei Mühlen errichtet – Thalmühle, Heiligenmühle und Eselsmühle boten einen weiteren Siedlungsanreiz. Oechsen war lange Zeit eine Exklave des hessischen Amts Vacha und kam erst 1816 zum Großherzogtum Sachsen-Weimar-Eisenach.
Die statistischen Angaben zum Ortsteil Niederöchsen nennen für das Jahr 1910 5 Häuser mit 30 Einwohnern, weitere 5 Bewohner hatte die Heiligenmühle und 4 Bewohner hatte die Thalmühle.
Im Jahr 1897 wurde mit Erlaubnis des großherzoglichen Wirtschaftsministeriums von Sachsen-Weimar-Eisenach die „Kalibohrgesellschaft Sachsen-Weimar“ gegründet, sie war das erste Bergbauunternehmen des Kalibergbaus im späteren Werra-Kalirevier.
Die ersten Erkundungsbohrungen wurden 1897/98 als Tiefbohrung „Sachsen-Weimar I“ in der Flur Unterbreizbach und 1898 als Tiefbohrung „Sachsen-Weimar II“ bei der Räsaer Mühle vorgenommen. Die Prospektionsergebnisse waren erfolgversprechend und führten 1899 zur Gründung des Bergbauunternehmens Gewerkschaft „Sachsen-Weimar“. Bergleute, Ingenieure und Bauarbeiter wurden angeworben, um mit dem Bau der ersten Bergwerksgebäude in Unterbreizbach zu beginnen. Ab 1905 begann man mit dem Abteufen des Ersten Schachtes in Unterbreizbach die Kalisalzförderung konnte 1910 beginnen. Eine weitere Gewerkschaft „Heiligenmühle“ wurde vom Großherzogtum Sachsen-Weimar-Eisenach für ein größeres Gebiet um Oechsen im Jahr 1909 genehmigt. Es wurden zwei Schachtanlagen in der Flur Niederoechsen angelegt – mit dem Abteufen des Schachtes Heiligenmühle wurde am 1. April 1911 begonnen, im Dezember 1911 war man bis auf eine Tiefe von 266 m gelangt, im Sommer 1912 wurde das Abbaufeld in einer Tiefe von 450 m erreicht. Die Arbeiten wurden von der Deutschen Schachtbaugesellschaft ausgeführt, man sicherte den Schacht mit Betonelementen.
In unmittelbarer Nähe entstand zeitnah der Schacht Mariengart. Für beide Schächte wurden jeweils 7,5 „Normalfelder“ als Abbau bewilligt, doch das Ende der Bergbauarbeiten kam früher als erwartet:
Die Gewerkschaft “Heiligenmühle” hat beim Anfahren des Platten-Dolomits erhebliche Wasserzuflüsse angetroffen.
Der Betrieb musste mit der um 1912 vorhandenen Bergbautechnik eingestellt werden, das Abpumpen der Wassermassen machte den Schachtbetrieb an dieser Stelle unrentabel.
Bereits zu diesem Zeitpunkt war man am Ortsrand von Niederoechsen mit dem Bau von fünf Bergarbeiterwohnhäusern als Werkssiedlung beschäftigt, zeitgleich wurde auch die Bahnstrecke Wenigentaft-Mansbach–Oechsen errichtet und am 15. August 1912 für den Güterverkehr eröffnet, sie konnte in der Folgezeit als Werksbahn eines Steinbruchunternehmens am Dietrichsberg noch wirtschaftliche Bedeutung erlangen.
Das aufgelassene Firmengelände der Gewerkschaften Heiligenmühle und Mariengart mit dem ehemaligen Kopfbahnhof im Zentrum bildet heute ein Gewerbegebiet der Gemeinde Oechsen.